# پناهگاه صخره‌ای تنگ تاوی
پناهگاه صخره‌ای تنگ تاوی مربوط به دوران پارینه‌سنگی است و در شهرستان کوهدشت، بخش مرکزی، دهستان گل لگ، روستای بره سید احمد واقع شده و این اثر در تاریخ ۷ اسفند ۱۳۸۶ با شمارهٔ ثبت ۲۱۳۵۲ به‌عنوان یکی از آثار ملی ایران به ثبت رسیده است.